# Cantó de Chatou
El cantó de Chatou és un cantó francès del departament d'Yvelines, situat al districte de Saint-Germain-en-Laye. Des del 2015 té 5 municipis i el cap és Chatou.

## Municipis
- Chatou
- Croissy-sur-Seine
- Marly-le-Roi
- Le Port-Marly
- Le Vésinet

## Història
| Data d'elecció                           | Identitat           | Partit          | Qualitat |
| ---------------------------------------- | ------------------- | --------------- | -------- |
| 1964-1967                                | Jean-François Henry | CNIP            |          |
| 1967-1979                                | Jacques Catinat     | UDR             |          |
| 1979-1988                                | Roger Chombeau      | RPR             |          |
| 1988-1994                                | Jean-René Bonnet    | RPR             |          |
| 1994-                                    | Ghislain Fournier   | DL, després UMP |          |
| les dades anteriors no són pas conegudes |                     |                 |          |
|                                          |                     |                 |          |